# Kritik mot Jesus

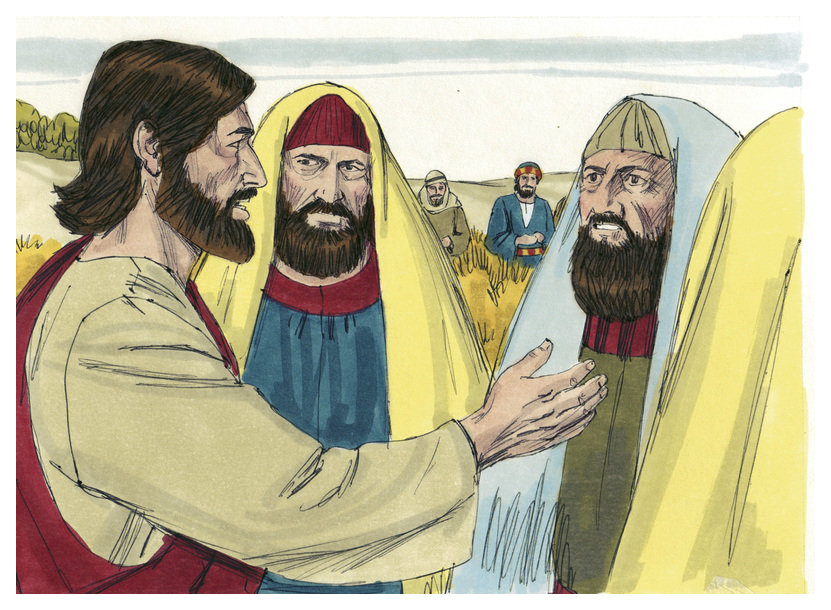
Illustration av tvisten mellan Jesus och fariséerna i Markusevangeliet, kapitel 2

Kritik mot Jesus och Jesus roll inom kristendomen har både kommit från andra religioner och från icke-religiöst håll. Han kritiserades redan under det första århundradet e.Kr. av fariséerna och de skriftlärda för att han bröt mot vissa halakhiska tolkningar av Mose lag, exempelvis genom att hela på sabbaten. Inom judendomen förkastas han av de flesta riktningar som en misslyckad messiasgestalt och falsk profet. Judendomen betraktar också tillbedjan av en människa som en form av avgudadyrkan, och avvisar påståendet att Jesus var gudomlig. Vissa psykiatriker, religionsforskare och författare menar att Jesu familj, anhängare (Johannes 7:20) och samtida tog honom på allvar som antingen vanföreställningsbenägen, demonbesatt eller sinnessjuk.
Bland tidiga kritiker av Jesus och kristendomen märks Kelsos under 100-talet och Porfyrios under 200-talet. Under 1800-talet var Friedrich Nietzsche starkt kritisk mot Jesus, vars läror han ansåg vara 'mot naturen' i sin syn på bland annat sexualitet. Bland mer samtida framstående kritiker av Jesus finns Ayn Rand, Hector Avalos, Sita Ram Goel, Christopher Hitchens, Bertrand Russell och Dayananda Saraswati.

## Kritik från Jesu samtidiga

### Överträdelse av Mose lag
Fariséerna och de skriftlärda kritiserade Jesus och hans lärjungar för att inte följa Mose lag. De kritiserade lärjungarna för att de inte tvättade händerna före måltiden. (De religiösa ledarna ägnade sig åt ceremoniell rening, såsom att tvätta sig upp till armbågarna och att doppa koppar och fat innan de användes för mat – Markus 7:1–23, Matteus 15:1–20.) Jesus kritiserades också för att han åt tillsammans med publikaner (Markus 2:15). Fariséerna kritiserade även Jesu lärjungar för att de plockade ax på sabbaten (Markus 2:23–3:6).
Det fanns vissa meningsskiljaktigheter i den tidiga kyrkan angående inkluderingen av icke-judar (hedningar), särskilt i fråga om Moseförbundet (som av kristna kallas det gamla förbundet) och huruvida kristna fortfarande var bundna av det. Aposteln Paulus ansåg att det nya förbundet hade ersatt det gamla, och att kristna inte längre var skyldiga att följa alla delar av det senare. Hans synsätt, som kom att kallas paulinsk kristendom, blev dominerande under de följande århundradena, och de flesta kristna samfund i dag anser att Jesus befriade sina efterföljare från skyldigheten att följa Mose lag i dess helhet.

### Anspråk på gudomlig auktoritet
I de fyra kanoniska evangelierna utmärks Jesus av sina anspråk på gudomlig auktoritet som Messias, där han i vissa fall uppmanar sina lärjungar att hålla detta hemligt (som i Markusevangeliet) och i andra fall öppet proklamerar sin identitet och sitt uppdrag (som i Johannesevangeliet). Endast i Johannesevangeliet gör Jesus ett tydligt anspråk på gudomlighet, inte bara gudomlig auktoritet, genom de sju 'Jag är'-uttalandena. Det är detta anspråk som i evangeliet leder till att några judar försöker stena honom, och som i slutändan leder till att han utlämnas till Pilatus för korsfästelse med anklagelsen om hädelse
Judarna svarade: "Det är inte för någon god gärning vi tänker stena dig, utan för att du hädar och gör dig själv till Gud fast du är en människa."

–Johannesevangeliet 10:33
På andra ställen i evangelierna gör Jesus flera anspråk på gudomlig auktoritet, förmågan att driva ut demoner, makten att förlåta synder, samt att andlig frid och frälsning finns i att acceptera hans ledarskap. Dessa påståenden väckte kontrovers inom den lokala judiska gemenskapen, eftersom personer som framför sådana anspråk enligt flera verser i Femte Moseboken betraktas som falska profeter.

### Anklagelser om besatthet och galenskap
Se även: Jesu psykiska hälsa

Jesu familj och samtida betraktade honom som vanföreställd, besatt av demoner eller sinnessjuk.
När hans anhöriga fick höra om det gick de ut för att ta hand om honom, eftersom man sade att han var från sina sinnen. De skriftlärda som hade kommit ner från Jerusalem sade: "Han är besatt av Beelsebul. Det är med de onda andarnas furste som han driver ut andarna."

–Markusevangeliet 3:21–22, Svenska Folkbibeln
Anklagelsen i Johannesevangeliet är mer bokstavlig:
Efter de orden blev det på nytt splittring bland judarna. Många av dem sade: "Han är besatt och galen. Varför lyssnar ni på honom?"

–Johannesevangeliet 10:19–20, Svenska Folkbibeln

### Mirakler och exorcismer utförda genom magi
Under den senare delen av första århundradet och in i det andra århundradet hävdade judiska och hedniska motståndare till kristendomen att Jesu och hans efterföljares mirakler och exorcismer var resultatet av magi, som förknippades med demoner och det ockulta.

## Senare kritik
Huvudartikel: Jesu psykiska hälsa
Ett antal författare, däribland David Strauss, Lemuel K. Washburn, Oskar Panizza, Lukianos och Friedrich Nietzsche, har ifrågasatt Jesu mentala hälsa genom att hävda att han var sinnessjuk eftersom han trodde att han var Gud och/eller Messias. Psykologer och psykiatrer som Georg Lomer, Charles Binet-Sanglé, William Hirsch, Georges Berguer, Y. V. Mints, Władysław Witwicki, William Sargant, Raj Persaud, och Anthony Storr, har hävdat att Jesus led av religiösa vanföreställningar och paranoia.

### Kritik mot Jesu lära

#### Slaveri
Avery Robert Dulles ansåg att "Jesus, även om han upprepade gånger fördömde synd som en form av moraliskt slaveri, inte sade ett ord mot slaveri som social institution", och menade att författarna till Nya testamentet inte heller motsatte sig slaveri. I sin artikel publicerad i Evangelical Quarterly noterar Kevin Giles att Jesus ofta stötte på slaveri, "men Herren yttrade inte ett enda ord av kritik mot slaveriet." Giles påpekar att detta faktum ofta används som ett argument för att Jesus godkände slaveri. I vissa stora icke-engelska bibelöversättningar är det första uttalandet i Jesu första predikan (Lukasevangeliet 4:18) en uppmaning att befria slavarna: "Herrens Ande är över mig, ty han har smort mig till att predika glädjens budskap för de fattiga. Han har sänt mig för att ropa ut frihet för de fångna ..." (se Cornilescu-översättningen).

#### Sexualitet och ödmjukhet

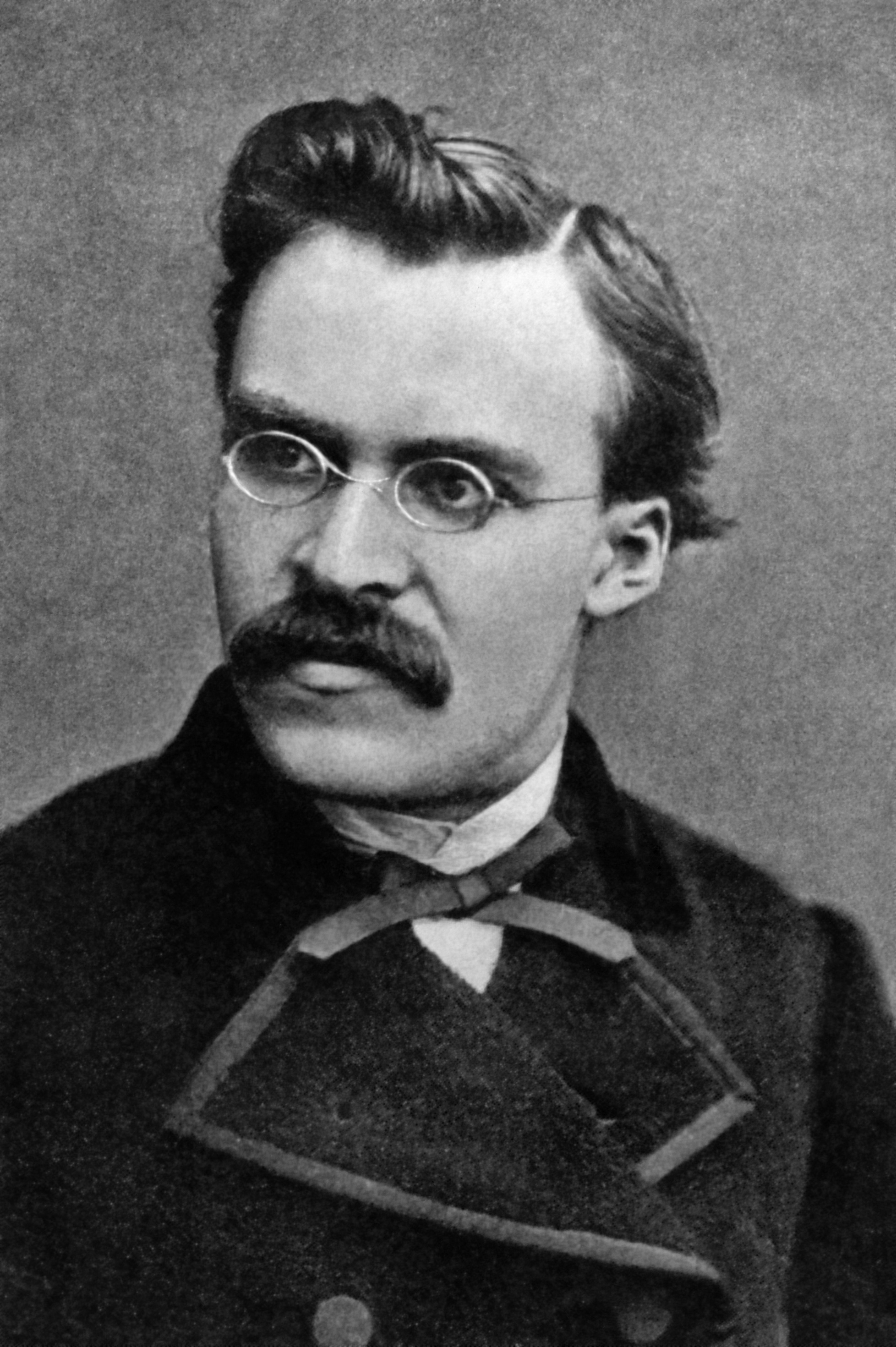
Nietzsche ansåg att Jesu lära var ”onaturlig”.

Friedrich Nietzsche, en filosof från 1800-talet, framför många kritiska synpunkter på Jesus och kristendomen, och gick så långt att han kallade sig själv för Antikrist. I exempelvis Mänskligt, alltförmänskligt: en bok för fria andar och Avgudaskymning eller Hur man filosoferar med hammaren anklagar Nietzsche kyrkans och Jesus’ läror för att vara onaturliga i hur de behandlar passioner, särskilt sexualiteten: ”Där [i Bergspredikan] sägs det till exempel, särskilt med avseende på sexualitet: 'Om ditt öga förleder dig, riv ut det.' Lyckligtvis följer ingen kristen denna föreskrift... Den kristne som följer det rådet och tror sig ha dödat sin sensualitet bedrar sig själv: den lever vidare i en kuslig vampyrform och plågar honom i motbjudande förklädnader.” Nietzsche betraktade uttryckligen Jesus som en dödlig människa och dessutom som vilseledd – en motsats till en sann hjälte, vilket han istället beskriver med sitt begrepp om den dionysiska hjälten. Han kände avsky inför Jesu upphöjande av de svaga och lidande: ”Allt ömkligt, allt som lider av sig självt, allt som plågas av nedriga känslor, hela själens gettovärld plötsligt överst!”
Nietzsche avvisade dock inte Jesus själv, utan kallade honom för "den ende sanne kristne". Han framställde en Kristus vars inre liv bestod av "salighet i frid, i mildhet, i oförmåga till fiendskap". Nietzsche riktade mycket av sin kritik mot den organiserade kristendomen som institution och mot dess prästklass. Kristi evangelium, enligt Nietzsche, bestod i det glada budskapet att Guds rike finns inom människan: "Vad är det 'glada budskapet'? Det sanna livet, det eviga livet har blivit funnet – det är inte ett löfte, det är här, det är inom dig: som ett liv levt i kärlek.... 'Synd', varje form av distanserad relation mellan Gud och människa, är avskaffad – just detta är det 'glada budskapet'. Det 'glada budskapet' är just att det inte längre finns några motsatser...."

#### Okunskap och vrede
Dayananda Saraswati, en filosof från 1800-talet och grundare av Arya Samaj, kritiserade kristendomen i sin bok Satyarth Prakash och beskrev Jesus som en ”stor sak i ett land av obildade vildar”.
Alla kristna missionärer säger att Jesus var en mycket lugn och fridsam person. Men i verkligheten var han en hetlevrad person utan kunskap och betedde sig som en vild barbar. Detta visar att Jesus varken var Guds son eller hade några mirakulösa krafter. Han hade inte förmågan att förlåta synder. Rättfärdiga människor har inte behov av någon medlare som Jesus. Jesus kom för att sprida splittring, vilket fortfarande pågår överallt i världen. Därför är det uppenbart att bluffen om att Kristus skulle vara Guds son, den som känner till det förflutna och framtiden, syndernas förlåtare, har fabricerats falskeligen av hans lärjungar. I verkligheten var han en mycket vanlig okunnig man, varken lärd eller yogi.
Saraswati hävdade att Jesus inte heller var en upplyst man, och att om Jesus hade varit Guds son, skulle Gud ha räddat honom vid hans död, och han skulle inte ha lidit av svår mental och fysisk smärta i sina sista ögonblick.

Vissa författare hävdar att Gud hade goda skäl att inte rädda Jesus:
Om han hade räddat sig själv, hade han inte kunnat rädda andra; det enda sättet han kunde rädda andra på var just genom att inte rädda sig själv.

#### Oförverkligade profetior om Jesu återkomst
I essän Why I Am Not a Christian från 1927 pekade Bertrand Russell på delar av evangelierna där Jesus kan tolkas som att han säger att hans återkomst skulle ske under livstiden för några av hans åhörare (Lukasevangeliet 9:27). Han drar därav slutsatsen att Jesu förutsägelse var felaktig och att Jesus därför "inte var så vis som vissa andra människor har varit, och han var definitivt inte överlägset vis".
Russell uttrycker också tvivel kring Jesu historiska existens och ifrågasätter religionens moral: "Jag säger helt medvetet att den kristna religionen, såsom den är organiserad i sina kyrkor, har varit och fortfarande är den främsta fienden till moralisk utveckling i världen."

#### Att föreskriva dygd och förbjuda last
Författaren och filosofen Ayn Rand fördömde den altruistiska lära som Jesus förmedlade till sina lärjungar, liksom idén om medveten försoning. Hon ansåg att även kristna, som håller Jesus som det högsta idealet, borde känna avsky inför tanken på att offra dygd för last. Inte oväntat betraktade hon kärlek som ett resultat av ett rationellt sinne som värnar om förkroppsligade värden, och ansåg därför att de idéer som Jesus är mest känd för är omoraliska. Betrakta följande utdrag från en intervju från 1959 som genomfördes av Mike Wallace:
Wallace: Christ, every important moral leader in man's history, has taught us that we should love one another. Why then is this kind of love in your mind immoral?

Rand: It is immoral if it is a love placed above oneself. It is more than immoral, it's impossible. Because when you are asked to love everybody indiscriminately. That is to love people without any standard. To love them regardless of whether they have any value or virtue, you are asked to love nobody.
Trots oenigheter om trons värde och existensen av ett liv efter döden, såg Rand Jesu betoning på att uppnå individens eviga lycka som ett bevis på den moraliska förvirring och inkonsekvens som präglar stora delar av religiös etik, inklusive den kristna altruismen.
I For the New Intellectual förlöjligar Rand ytterligare den kristna läran om arvsynden för dess uppenbara omoral. ”De onda egenskaper för vilka de fördömer honom [människan] är förnuft, moral, skaparkraft, glädje – alla grundläggande värden i hansexistens. Det är inte hans laster som myten om människans fall är avsedd att förklara och fördöma. De kallar det en moral av barmhärtighet och en kärlekens lära till människan.” Därefter anklagar Rand religiösa ledare för att främja en dödskult: ”Nej, säger de, de predikar inte att människan är ond, det onda är bara detta främmande objekt: hans kropp. Nej, säger de, de vill inte döda honom, de vill bara få honom att förlora sin kropp.”

#### Grunden för västerländsk imperialism och Förintelsen
Historikern och Hindutva-aktivisten Sita Ram Goel anklagade Jesus för att vara den intellektuella upphovsmannen bakom västerländsk imperialism och Förintelsen. Goel skriver vidare att Jesus "inte är något mer än ett påhitt för att legitimera godtycklig imperialistisk aggression. Han symboliserar varken andlig kraft eller moralisk rättfärdighet."
Han lade fram sitt argument baserat på evangelierna, som han ansåg kastade en alltför mörk skugga över icke-konverterade judar (se till exempel Johannesevangeliet 8:38–47). Därifrån drog han paralleller mellan Jesus och Adolf Hitler, som enligt Goel var den första att "fullt ut förstå den dom som evangeliernas Jesus uttalade över judarna."
Ram Goel förlöjligade också det han kallade för "kulten kring den avskilda Kristusgestalten", där kristen revisionism försöker rädda Jesusgestalten från de fruktansvärda historiska följder han inspirerat – och endast från de dåliga – som om missionsverksamhet och västerländsk expansionism skulle ses som separata företeelser eller rena tillfälligheter.

#### Evigt straff i helvetet
Se även: Du store Gud? Hur religionen förgiftar allt

Den berömde amerikanske humoristen Mark Twain skrev i sina länge undertryckta Letters from the Earth:
Nu kommer något märkligt. Det tros av alla att medan [Gud] var i himlen var han sträng, hård, hämndlysten, svartsjuk och grym; men att när han kom ner till jorden och antog namnet Jesus Kristus, blev han motsatsen till vad han varit tidigare: det vill säga, han blev mild, vänlig, barmhärtig, förlåtande, och all hårdhet försvann ur hans natur och en djup och längtande kärlek till hans stackars mänskliga barn tog dess plats. Men det var som Jesus Kristus han uppfann helvetet och proklamerade det! Det vill säga, som den ödmjuke och milde Frälsaren var han tusen miljarder gånger grymmare än han någonsin varit i Gamla testamentet – åh, ojämförligt mer grym än han någonsin var i sina allra värsta stunder på den tiden!

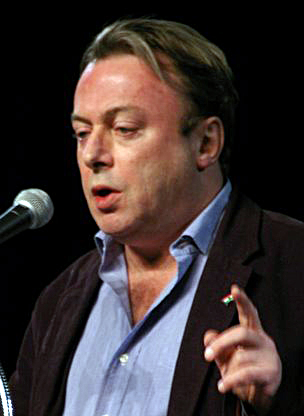
Hitchens

Författaren och journalisten Christopher Hitchens, en av de främsta företrädarna för den så kallade "nya ateismen", var extremt kritisk mot Jesus, kristendomen och religion i allmänhet. Angående Jesu läror om helvetet skrev Hitchens:
Moses' Gud kallade på andra stammar – inklusive sitt eget utvalda folk – att drabbas av massakrer, plågor och till och med utrotning, men när graven väl slöt sig över hans offer var han i stort sett färdig med dem, såvida han inte kom ihåg att förbanna deras kommande ättlingar. Inte förrän Fridsfursten gör entré hör vi talas om den fasansfulla idén att ytterligare straffa och tortera de döda.
Hitchens ansåg också att en gudomlig Jesus skulle vara mer moraliskt problematisk just på grund av det ondas problem, och frågade:
Om Jesus kunde bota en blind person han råkade möta, varför botade han då inte blindhet i allmänhet?
Även om Russell ansåg att Jesus "hade en mycket hög grad av moralisk godhet", menade han också att det fanns vissa anmärkningsvärda brister i hans karaktär. I sin essä skrev han:
Det finns en mycket allvarlig brist i Kristi moraliska karaktär enligt min uppfattning, och det är att han trodde på helvetet. Jag anser inte själv att någon person som verkligen är djupt human kan tro på evig bestraffning. Kristus trodde, åtminstone sådan han framställs i evangelierna, definitivt på evig bestraffning, och man finner upprepade gånger ett hämndlystet raseri mot dem som inte ville lyssna till hans predikan – en attityd som inte är ovanlig bland predikanter, men som något förtar den högsta moraliska excellensen. Man hittar till exempel inte den attityden hos Sokrates. Han är ganska mild och världsvan mot dem som inte ville lyssna på honom; och det är, enligt min mening, mycket mer värdigt en vis man att inta den hållningen än att reagera med indignation.

#### Inställning till icke-troende
Sam Harris, författare till The End of Faith, har uttryckt ambivalenta åsikter om Jesu lära. Han menar att även om Jesus stundtals kan ha varit en insiktsfull andlig läromästare i medkänsla, så lärde han också sina följare att uppfylla den 'barbariska' lagen i Gamla testamentet och gav dem instruktioner om hur man skulle avrätta kättare. För Harris står Jesu olösta frustration och hat mot icke-kristna i kontrast till den bild som samtida religiösa moderater har, och ger istället större trovärdighet åt mer fundamentalistiska tolkningar av frälsning och helvete. Han skrev:
Utöver att kräva att vi uppfyller varje "bokstav" och "prick" av lagen i Gamla testamentet, tycks Jesus enligt Johannes 15:6 ha föreslagit ytterligare förfiningar av praktiken att döda kättare och icke-troende: "Den som inte är kvar i mig blir som grenarna som kastas bort och vissnar; de samlas ihop och läggs på elden och bränns upp." Huruvida vi vill tolka Jesus metaforiskt är förstås vår ensak. Problemet med heliga texter är dock att många av dess möjliga tolkningar (inklusive de flesta bokstavliga) kan användas för att rättfärdiga grymheter i trons namn.
I samma syfte att avslöja Jesus i relation till läran om helvetet, citerar Harris Lukas version av liknelsen om talenterna, som avslutas med att adelsmannen säger:
Och mina fiender, de som inte ville ha mig till kung, dem ska ni föra hit och avrätta här inför mig.
Vilket anses vara ett självporträtt av Jesus och hans egna eskatologiska synsätt.

#### Etiska läror i ljuset av moderna etiska standarder
Hector Avalos är möjligen den första öppet ateistiska bibelforskaren som skrivit en systematisk kritik av Jesu etik i sin bok The Bad Jesus: The Ethics of New Testament Ethics. Koowon Kim, docent i Gamla testamentet vid Reformed Graduate University i Sydkorea, anmärker i sin recension av The Bad Jesus: "Oavsett om man håller med författarens slutsatser eller inte, är denna bok den första systematiska utmaningen mot Nya testamentets etik av en ateistisk forskare med gedigen grund i den hebreiska bibeln och dess forntida näraöstliga kontext samt väl förtrogen med Nya testamentet och den tidiga kristendomen."
I en recension i Biblical Theology Bulletin skriver Sarah Rollens, Nya testamentet-forskare vid Rhodes College: "Hector Avalos strävar inte bara efter att övertyga oss om att många framställningar av Jesus baserade på Nya testamentets texter är moraliskt eller etiskt problematiska, utan också att visa hur forskare har ägnat sig åt tveksamma förvanskningar för att tona ned, bortförklara eller på annat sätt ignorera textbevis som kanske inte stämmer överens med moderna etiska normer."

### Kritik av Jesu liv

#### Historicitet
Medan de flesta forskare är överens om att Jesu dop och korsfästelse verkligen ägde rum, råder det oenighet om evangeliernas historiska tillförlitlighet. David Strauss hävdade att Jesu mirakler var myter. Johannes Weiss och William Wrede menade att Jesu messianska hemlighet var en kristen uppfinning. Albert Kalthoff ansåg att Jesu anspråk på gudomlighet och hans ödmjuka ursprung var två olika berättelser. Arthur Drews hävdade att Jesus inte existerade alls, utan bara var en myt som uppfunnits av en kult.

#### Inkarnation
Den neoplatonistiske filosofen Porphyrios från Tyros (ca 232–ca 304) författade det femton band långa verket Mot de kristna, som förbjöds av kejsarna Konstantin och Theodosius II. Endast fragment av verket har överlevt, och dessa samlades av Adolf von Harnack. Utvalda fragment publicerades i engelsk översättning av J. Stevenson år 1957, varav följande är ett exempel:
Även om man antar att vissa greker är så dåraktiga att de tror att gudarna bor i statyer, så vore det ändå ett mycket renare begrepp (om religion) än att medge att den Gudomliga Kraften skulle ha nedstigit i Jungfru Marias livmoder, blivit ett embryo, och efter födseln lindats i trasor, nedsölad med blod och galla – och ännu värre.

#### Evangelieberättelser om Jesu liv
Huvudartikel: Kelsos
Kelsos, en grekisk filosof från 100-talet och motståndare till den tidiga kristendomen, riktade omfattande kritik mot Jesus som grundare av den kristna tron. Han förkastade eller förringade Jesus släktskap, konception, födelse, barndom, verksamhet, död, uppståndelse och fortsatta inflytande. Enligt Kelsos härstammade Jesus från en judisk by. Hans mor var en fattig flicka från landsbygden som försörjde sig genom att spinna tyg. Han utförde sina mirakler genom trolldom och var en liten och oansenlig man. Denne rabbi Jesus följde alla judiska seder, inklusive att offra i templet i Jerusalem. Han samlade endast ett fåtal lärjungar och lärde dem sina sämsta vanor, såsom att tigga pengar. Dessa lärjungar, som utgjordes av ”tio båtmän och ett par tullindrivare”, var inte respektabla. Rapporterna om hans uppståndelse kom från en hysterisk kvinna, och tron på uppståndelsen var enligt Kelsos ett resultat av Jesus trolldom och följarnas förvirrade tänkande – allt i syfte att imponera på andra och öka chanserna för andra att själva bli tiggare.
Enligt Kelsos var Jesus en inspirationskälla för smygande upprorsmakare som förtjänade förföljelse.
Kelsos hävdade att Jesus var den oäkta sonen till den romerske soldaten Panthera eller Pantera. Dessa anklagelser om oäkta börd är det tidigast daterbara uttalandet av den judiska anklagelsen att Jesus blev till genom äktenskapsbrott (se Jesus i Talmud) och att hans verklige far var en romersk soldat vid namn Panthera. Panthera var ett vanligt namn bland romerska soldater under den perioden. Namnet har viss likhet med det grekiska adjektivet parthenos, som betyder "jungfru". Graven för en romersk soldat vid namn Tiberius Julius Abdes Pantera, som hittades i Bad Kreuznach i Tyskland, tolkas av vissa forskare som en hänvisning till den Pantera som nämns av Kelsos
Enligt Kelsos hade Jesus ingen plats i profetiorna i den hebreiska Bibeln, och talet om hans uppståndelse var dårskap.

#### Kritik inom judendomen
Judendomen, som inkluderar ortodox judendom, haredisk judendom, chassidisk judendom, reformjudendom, konservativ judendom, rekonstruktionistisk judendom, karaitisk judendom och samaritiska judendom, förkastar helt och hållet idén om att Jesus är en gud, en person i en treenighet eller en medlare till Gud som har en särskild relation med Honom som på något sätt gör Jesus "gudomlig". Dessutom är det avodah zarah ("främmande dyrkan", vilket betyder avgudadyrkan) att betrakta eller dyrka en människa som Gud; inom judendomen, liksom inom islam, är Gud endast En, fullständigt transcendent och kan inte vara mänsklig (Andra Moseboken 20:1–19, Femte Moseboken 6:4–9, 11:13–32).
Judendomen menar också att Jesus inte kan vara den judiska Messias, med argumentet att han inte uppfyllde några av de messianska profetior som förutsagts i Tanakh, och inte heller uppvisade de personliga egenskaper som Messias enligt profeterna skulle ha. Enligt judisk tradition fanns det inga profeter efter Malaki, som levde flera århundraden före Jesus och förmedlade sina profetior omkring 420 f.Kr. Därför är judendomen kritisk till Jesu egna påståenden och antydningar om sin påstådda messianska roll och identifikation som "Guds son", så som det presenteras i Nya testamentet, och ser Jesus som en av många individer som utgav sig för att vara Messias men inte uppfyllde någon av de messianska profetiorna – och därmed alla var bedragare.
Mishneh Torah, ett av de mest auktoritativa verken inom judisk lag, skrivet av Moses Maimonides, uttrycker den senaste fastslagna konsensusuppfattningen inom det judiska samfundet i Hilkhot Melakhim 11:10–12, där Jesus beskrivs som en "stötesten" som får "majoriteten av världen att fela genom att tjäna en gudomlighet förutom Gud".
Även Jesus från Nasaret, som inbillade sig att han skulle vara Messias och dödades av domstolen, var redan förutsagd av Daniel. Det står: "Och medlemmarna av de laglösa i ditt folk skulle bäras upp för att få en syn att stå fast. Och de stapplade." Finns det något större stötesteg än detta? För alla profeter har sagt att Messias ska befria Israel, rädda dem, samla deras fördrivna, och stärka deras bud. Men denne [Jesus] fick nationer att förgöra Israel med svärd, att skingra deras kvarleva, att förödmjuka dem, att ersätta Toran, och att få majoriteten av världen att fela genom att tjäna en gudom förutom Gud. Dock – Skaparens tankar, världens Herre – människan har ingen möjlighet att förstå dem, ty våra vägar är inte Guds vägar, och våra tankar inte Guds tankar. Och allt detta med Jesus från Nasaret, och [Muhammed] ismaeliten som kom efter honom – allt detta har inget annat syfte än att bana väg för Konung Messias och att återföra hela världen till att tjäna Gud tillsammans. Så som det står: "Då ska jag vända mig till folken med rena läppar, så att de alla åkallar Herrens namn och tjänar honom axel vid axel." Se hur hela världen redan fylls av saker som rör Messias, saker om Toran och om buden! Och dessa ting har spridits till fjärran öar och till många folk som är oomskurna i hjärtat.